# Magnolia guerrerensis
Magnolia guerrerensis (лат.) — дерево, вид рода Магнолия (Magnolia) семейства Магнолиевые (Magnoliaceae). Эндемик горной системы Южная Сьерра-Мадре в штате Герреро на юге Мексики.

## Описание
Magnolia guerrerensis — дерево, достигающее в зрелом возрасте от 6 до 20 м в высоту. Цветёт в марте, мае, июле и августе, плодоносит в мае.
M. guerrerensis до 2007 года классифицировалась как Magnolia schiedeana, похожий вид произрастающий в Восточной Сьерра-Мадре. В 2007 году Magnolia guerrerensis была впервые описана как новый на основе образца, собранного в муниципалитете Леонардо-Браво на высоте 2290 м над уровнем моря . В настоящее время признан отдельным видом.

## Ареал и местообитание
Магнолия M. guerrerensis — эндемик центральной части Южной Сьерры-Мадре в штате Герреро на юге Мексики, где встречается в муниципалитетах Леонардо-Браво, Хенераль-Элиодоро-Кастильо и Кечултенанго. Предполагаемая площадь распространения вида составляет менее 4 тысяч км². Произрастает в горных туманных лесах на высоте от 1950 до 2400 м над уровнем моря. Растёт на почвах с обильным опадом листьев в сочетании с сосной, дубом, персеей и клетрой.

## Охранный статус
M. guerrerensis имеет небольшой ареал и сокращающуюся популяцию. Она находится под угрозой исчезновения из-за чрезмерной вырубки лесов и перевода лесных угодий в сельскохозяйственные угодья и пастбища. Вид имеет статус находящегося под угрозой исчезновения.